# Solomon Mamaloni
Solomon Mamaloni (* 23. Januar 1943; † 11. Januar 2000) war ein salomonischer Politiker und dreimal Premierminister der Salomonen: vom 31. August 1981 bis zum 19. November 1984, vom 28. März 1989 bis zum 18. Juni 1993 und vom 7. November 1994 bis zum 27. August 1997. Davor war er chief minister der Salomonen von 1974 bis 1976, als die Salomonen noch unter britischer Herrschaft standen.
Mamaloni war von den 1970er Jahren bis 1997 der Führer der People’s Progressive Party, manchmal auch unter dem Namen National Unity Group bekannt.